# Prêmio Anne Bennett
O Prêmio Anne Bennett e o Prêmio Anne Bennett Sênior são prêmios concedidos pela London Mathematical Society.
A cada três anos a sociedade oferece o Prêmio Anne Bennett Sênior a uma matemática normalmente baseada no Reino Unido por trabalhar, influenciar ou prestar serviço à matemática, especialmente em relação ao avanço na carreira de mulheres em matemática.
Nos dois dos três anos em que o Prêmio Anne Bennett Sênior não é concedido, a sociedade oferece o Prêmio Anne Bennett a uma matemática dentro de dez anos de seu doutorado por trabalhar e influenciar a matemática, particularmente atuando como uma inspiração para mulheres matemáticas.
Ambos os prêmios são concedidos em memória de Anne Bennett, uma administradora da London Mathematical Society que morreu em 2012.
Os prêmios Anne Bennett devem ser distinguidos do Prêmio Memorial Anne Bennett por Serviços Distintos da Royal Society of Chemistry, para a qual Anne Bennett também trabalhou.

## Recipientes
As laureadas do Prêmio Anne Bennett são:
- 2015 Apala Majumdar, em reconhecimento às suas contribuições notáveis para a matemática dos cristais líquidos e para a comunidade dos cristais líquidos.[4]
- 2016 Julia Wolf, em reconhecimento por suas contribuições notáveis para a teoria dos números aditivos, análise combinatória e harmônica e para a comunidade matemática.[5]
- 2018 Lotte Hollands, em reconhecimento por sua notável pesquisa na interface entre teoria quântica e geometria e por sua liderança em atividades de divulgação matemática.[6][7]
- 2019 Eva-Maria Graefe, em reconhecimento à sua notável pesquisa em teoria quântica e ao papel inspirador que desempenhou entre estudantes do sexo feminino e pesquisadoras em início de carreira em matemática e física.

As laureadas do Prêmio Anne Bennett Sênior são:
- 2014 Caroline Series, em reconhecimento por suas contribuições importantes para a geometria hiperbólica e dinâmica simbólica, e do grande impacto de suas numerosas iniciativas para o avanço das mulheres na matemática.[8]
- 2017 Alison Etheridge, em reconhecimento por sua excelente pesquisa em processos estocásticos de valor medido e aplicações à biologia populacional; e por sua liderança impressionante e serviço à profissão.[9][10]
- 2020 Peter Clarkson, "em reconhecimento ao seu trabalho incansável para apoiar a igualdade de gênero na matemática do Reino Unido e, particularmente, por sua liderança no desenvolvimento de boas práticas entre os departamentos de ciências matemáticas".[11]